# 네비키 겐스케
네비키 겐스케(일본어: 根引 謙介, 1977년 9월 7일 ~ )는 일본의 전 축구 선수이다.

## 구단 경력
과거 가시와 레이솔, 인데펜디엔테, 베갈타 센다이에서 활동하였다.